# Thérèse Debains
Thérèse Debains, née le 25 mars 1897 à Versailles et morte le 24 décembre 1974 à Bégard, est une peintre française.

## Biographie
Élève de à l’Académie Ranson à Paris, on lui doit des nus, des paysages et des natures mortes du mouvement néo-romantisme. Elle expose au Salon d'automne et à la galerie Druet à Paris dès 1926 ainsi qu'au Salon des Tuileries et au Salon des indépendants. En 1932, une exposition à la galerie Speranza, rue des Beaux-Arts à Paris, l'unit à Yves Alix, Jean Aujame, André Breuillaud, Roger Chastel, Frédéric Delanglade, André Planson et Maurice Georges Poncelet.

## Œuvres
Liste donnée par René Édouard-Joseph.
- Tête de femme
- Étude de nu
- La Femme en gris
- Le Petit Déjeuner